# Sound of a Rebel
Sound of a Rebel er det fjerde studiealbum af den danske musikgruppe Outlandish. Det blev udgivet i Danmark den 11. maj 2009. Det er Outlandishs comebackalbum, efter at gruppens medlemmer havde arbejdet med andre projekter i fire år.

## Spor
| #   | Titel                         | Længde |
| --- | ----------------------------- | ------ |
| 1.  | "Rock All Day"                | 3:59   |
| 2.  | "Feels Like Saving the World" | 4:18   |
| 3.  | "Levanta"                     | 4:33   |
| 4.  | "Keep the Record on Play"     | 3:28   |
| 5.  | "Always Remember"             | 3:54   |
| 6.  | "The Emperor's New Beat"      | 3:47   |
| 7.  | "Let Off Some Steam"          | 3:40   |
| 8.  | "Amen"                        | 4:22   |
| 9.  | "Someday"                     | 3:44   |
| 10. | "Dale Duro"                   | 3:57   |
| 11. | "Crash n' Burn"               | 5:17   |
| 12. | "Sound of a Rebel"            | 4:11   |